# Gemma Geis i Carreras
Gemma Geis i Carreras (Girona, 1979) és una advocada, professora universitària i política catalana, actual primera tinent d’alcalde de Girona i vicepresidenta de la Diputació de Girona.
Ha sigut consellera de Recerca i Universitats del Govern de la Generalitat de Catalunya des del 26 de maig de 2021 i fins al 7 d'octubre de 2022, quan va presentar la seva renúncia després que Junts per Catalunya decidís sortir del govern presidit per Pere Aragonès.

## Biografia

### Primer anys
Va créixer al barri de Pont Major de Girona, on els seus pares tenien un taller de fusteria metàl·lica.

### Trajectòria acadèmica
Doctora en dret i especialista en dret administratiu, és professora agregada adscrita al Departament de Dret Públic de la UdG. La seva tesi doctoral (2011), guardonada amb el Premi Extraordinari de Doctorat, va tractar de l'execució de les sentències urbanístiques. Forma part del Grup de Recerca consolidat de Dret Urbanístic. És autora de quatre publicacions entre 2010 i 2017.
Va ser vicerectora de Desenvolupament Normatiu, Governança i Comunicació de la Universitat de Girona (UdG) des del 2013 fins al 2017, dins de l'equip del rector Sergi Bonet. En aquell moment, es va convertir en la vicerectora d'universitat més jove d'Espanya.

### Pas a la política
A les eleccions al Parlament de Catalunya de 2017 fou elegida diputada amb la llista de Junts per Catalunya. Va ser una de les impulsores de la Crida Nacional per la República. L'octubre de 2020 va esdevenir portaveu del seu grup parlamentari. El 2021 va tornar a ser elegida diputada per la circumscripció de Girona, en la mateixa llista.
Llavors, seria nomenada consellera de Recerca i Universitats, moment en el qual es van reduir els preus de les matrícules dels graus i màsters, i es va augmentar el pressupost de les universitats.
L'1 d'octubre de 2022 va ocupar momentàniament les funcions del Departament de Polítiques Digitals i Territori, després del cessament del vicepresident Jordi Puigneró. Va sortir del govern de Catalunya el dia 7 del mateix mes, després que la militància de Junts decidís abandonar l'executiu. En aquesta votació, Geis va ser l'única consellera que s'havia posicionat públicament a favor de sortir-ne.
El novembre de 2022 es va presentar com a candidata a l'alcaldia de Girona per les eleccions municipals de 2023, a l'espera que el seu partit la ratifiqués com a tal. El dia 2 de desembre de 2022 el partit la va ratificar i es va fer oficial la seva candidatura.
Fou candidata a l'Alcaldia de Girona per Junts per Catalunya a les eleccions municipals de 2023. No va aconseguir l'alcaldia, esdevenint primera tinent d’alcalde del municipi.
Des d'octubre de 2024 és la responsable d’Universitats, Innovació i Recerca del seu partit.
És mare de dos fills.